# Metahewettite
La metahewettite è un minerale.